# Gaza (miasto)
Gaza (arab. ‏غزة‎, Ghazza, hebr. ‏עַזָּה‎, Azza) – miasto w Palestynie, będące stolicą Strefy Gazy.
Obszar miasta Gaza jest zamieszkany co najmniej od V tysiąclecia p.n.e. Na przestrzeni swojej historii obszar ten był podbijany przez różne narody i imperia. Po starożytnym Egipcie powstało tutaj jedno z pentapolis należące do Filistynów. W czasach Cesarstwa rzymskiego i bizantyńskiego Gaza rozwijała się gospodarczo jako duże miasto portowe położone na wybrzeżu Morza Śródziemnego. W 635 była pierwszym miastem Palestyny zdobytym przez Arabów i włączonym do Kalifatu. Bardzo szybko przekształciło się w ważne centrum prawa muzułmańskiego. Pod koniec XI wieku zostało zdobyte i zniszczone przez krzyżowców. W późniejszych wiekach doświadczyło pustoszącego najazdu Mongołów i w XVI wieku zmalało do wielkości wioski, którą przyłączono do Imperium Osmańskiego. Pod tym panowaniem Gaza mogła ponownie rozwijać się jako ważny ośrodek handlowy. W wyniku I wojny światowej stała się częścią brytyjskiego Mandatu Palestyny. Po I wojnie izraelsko-arabskiej, na początku 1949 znalazła się na terytorium będącym pod kontrolą Egiptu. Egipcjanie przeprowadzili liczne ulepszenia w mieście, jednak po wojnie sześciodniowej w 1967 Gaza znalazła się pod okupacją izraelską. Po zawartych w 1993 porozumieniach z Oslo, miasto weszło w skład utworzonej Autonomii Palestyńskiej. Po palestyńskich wyborach w 2006 doszło do wybuchu konfliktu o władzę pomiędzy ugrupowaniami Al-Fatah i Hamas. W jego wyniku Hamas przejął kontrolę nad całą Strefą Gazy. Po nasilających się przypadkach ostrzału rakietowego prowadzonego przez Hamas ze Strefy Gazy, Izrael i Egipt nałożyły w 2006 blokadę na całą strefę. W 2010 Izrael złagodził blokadę, zezwalając na dostawy dóbr konsumpcyjnych, a w 2011 Egipt otworzył przejście graniczne dla ruchu osobowego.
Miasto Gaza pozostaje głównym ośrodkiem działalności gospodarczej Strefy Gazy. Jednak gospodarka miasta jest w znacznym stopniu zniszczona przez powtarzające się starcia i przedłużającą blokadę. Większość mieszkańców jest muzułmanami, chociaż istnieje chrześcijańska mniejszość.

## Położenie

Miasto Gaza na mapie Strefy Gazy

Miasto Gaza jest położone na wschodnim wybrzeżu Morza Śródziemnego, w północnej części Strefy Gazy.
Na północny wschód od miasta znajduje się obóz uchodźców Dżabalija i miasto Bajt Lahija, a na południowym zachodzie jest miasteczko al-Zahra oraz obozy uchodźców Nusajrat i al-Burajdż. Na wschód od miasta przebiega granica izraelska z przejściem granicznym Karni. Po stronie izraelskiej są kibuce Mefallesim, Kefar Azza i Nachal Oz.

### Podział administracyjny
Gaza jest położona w muhafazie Gazy, w Strefie Gazy.

## Środowisko naturalne
Większa część współczesnego miasta rozciąga się na nadmorskiej równinie, która rozciąga się na położone na północy i wschodzie przedmieścia. Plaża i port znajdują się w odległości 3 km na zachód od centrum miasta. Przestrzeń pomiędzy nimi, oraz samo centrum, znajdują się na niewielkich, płaskich wzgórzach, których wysokość dochodzi do 14 m n.p.m. Teren jest płaski i piaszczysty.
Dzisiejszy obszar miasta zajmuje powierzchnię około 45 km². W okresie brytyjskiego Mandatu Palestyny w skład obszaru miejskiego wchodziły zabudowane obszary wiejskie położone na przedmieściach. Ten obszar wiejski zajmował powierzchnię 143 km², z których nawadnianych były 24 km² upraw rolniczych.

### Gleba
Podobnie jak w całej Strefie Gazy, w obszarze miasta Gazy znajdują się gleby klasy IV. Plony roślin uprawianych na tych glebach są wyraźnie niższe niż na glebach klas wyższych, nawet gdy utrzymywane są one w dobrej kulturze rolnej. Gleby te są bardzo podatne na wahania poziomu wód gruntowych. Minerały ilaste znajdujące się w glebie, absorbują liczne organiczne i nieorganiczne związki chemiczne, które częściowo łagodzą poziom skażenia wód gruntowych.

### Klimat
Gaza ma klimat śródziemnomorski, który charakteryzuje się gorącymi i suchymi latami oraz łagodnymi zimami. Wiosna rozpoczyna się na przełomie marca i kwietnia, a najgorętszymi miesiącami są lipiec i sierpień. Średnia temperatura latem wynosi 33 °C, a zimą 7 °C. Deszcz jest rzadkością i występuje sporadycznie w okresie zimowym, między listopadem a marcem. Suma rocznych opadów atmosferycznych wynosi 116 mm.

### Wody
Ludność miasta jest całkowicie uzależniona od wód gruntowych, które są jedynym źródłem wody. Warstwa wodonośna rozciąga się wzdłuż wybrzeża i składa się głównie z plejstoceńskich piaskowców. Na południe od miasta znajduje się okresowy strumień Wadi Gaza, który jedynie w okresie zimy dostarcza niewielkich ilości wody.

## Demografia
Według spisu ludności przeprowadzonego w 1997 przez Palestyńskie Centralne Biuro Statystyczne, liczba mieszkańców Gazy wynosiła 353 115 osób, z czego 50,9% stanowili mężczyźni, a 49,1% kobiety. Populacja miasta była młoda: w wieku od niemowlęcego do 19. było 60,8% mieszkańców, w wieku od 20. do 44. roku życia było 28,8%, w wieku od 45 do 64 było 7,7% i w wieku powyżej 64 roku było 3,9%.

## Historia

### Starożytność

#### Początki i okres egipski (V–II tys. p.n.e.)

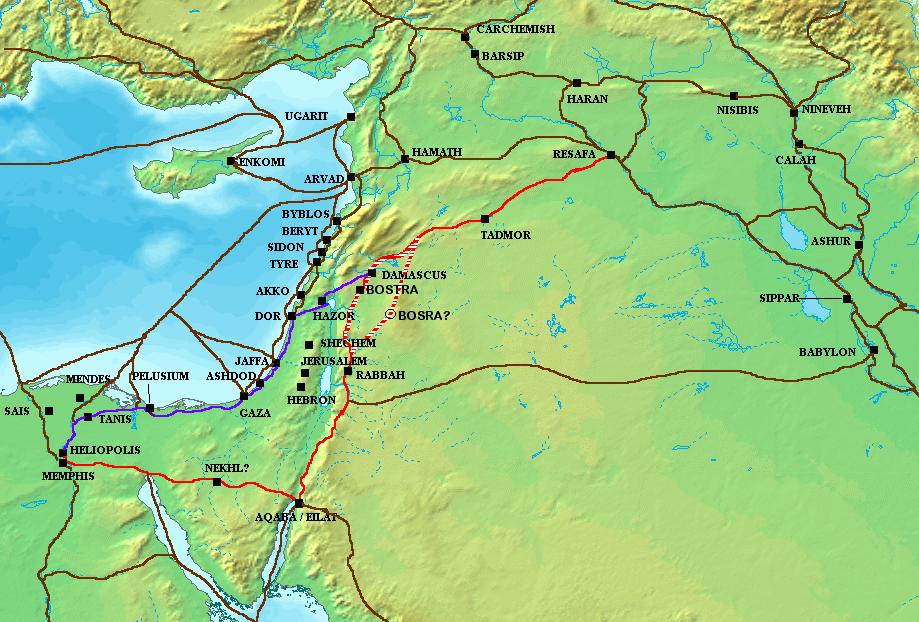
Starożytny szlak handlowy Via Maris, prowadzący z Afryki Północnej przez Gazę do krajów Lewantu na północy

Badania archeologiczne dowodzą, że pierwsze ślady osadnictwa ludzkiego w obszarze dzisiejszej Gazy pochodzą z V tysiąclecia p.n.e. Pojawiły się wówczas tutaj pierwsze osady rolnicze. Znalezione liczne rękodzieła garncarstwa i kości słoniowej dowodzą, że ludzie ci posiadali wyraźnie wykształconą kulturę. Pod koniec IV tysiąclecia p.n.e. na ziemie Kanaanu zaczęły napływać pierwsze fale ludności egipskiej. Około 3400 p.n.e. Egipcjanie wznieśli twierdzę Taur Ikhbanah, która znajdowała się na południe od dzisiejszego miasta Gaza. Była to pierwsza starożytna twierdza egipska wzniesiona na zewnątrz Egiptu. Z tego okresu pochodzą znalezione przedmioty wykonane z miedzi wydobywanej w rejonie Petry. Dowodzi to utrzymywania więzi handlowych pomiędzy tymi ziemiami. Około 3300–3000 p.n.e. Gaza rozwinęła się w duży ośrodek miejski, który wraz ze wzrostem handlu odgrywał coraz większą rolę na lądowym szlaku handlowym Via Maris”. Jednak z czasem interesy gospodarcze Egiptu przesunęły się na północ do dzisiejszego Libanu, skąd zaczęto sprowadzać drogą morską drzewo cedrowe. Rola Gazy została wówczas zredukowana do niewielkiego portu morskiego, do którego zawijały jedynie statki z podstawowymi towarami. Cały region zaczął wówczas cierpieć z powodu upadku gospodarki, a niepotrzebna już twierdza Tell es-Sakan została porzucona przez Egipcjan.
Około XXV wieku p.n.e. rejon Gazy przeżył znaczny wzrost populacji związany z osiedleniem się ludności kananejskiej, jednak już w XXIII wieku p.n.e. nastąpiła zapaść gospodarcza i upadek tutejszych miast. Na miejscu opuszczonych miejscowości pojawiły się obozy nomadów przemieszczających się z miejsca na miejsce w poszukiwaniu żywności, wody, opału albo pastwisk dla zwierząt hodowlanych. Ponowne ożywienie koniunkturalne i rozwój społeczny pojawiły się w XX wieku p.n.e. Pojawiły się ośrodki miejskie Tell es-Sakan, Tell el-Ajjul i Gaza. Przed 1650 p.n.e. część Egiptu została przejściowo zajęta przez Kananejczyków. Wydarzenia te przyczyniły się do rozwoju międzynarodowego handlu. W 1484 p.n.e. egipski faraon Totmesa III podbił obszar Gazy. Samo miasto Gaza zaczęło wówczas pełnić rolę egipskiej stolicy administracyjnej w Kanaanie. Pochodzące z około 1310 p.n.e. Listy z Amarny wymieniają nazwę miasta „Azzati” (współczesna Gaza), które zostało ufortyfikowane przez faraona Seti I. Przez obszar Gazy przebiegała wówczas strategiczna droga lądowa (tzw. Droga Horusa), przy której odkryto pozostałości kilku starożytnych egipskich fortec.

#### Okres filistyński (XII i XI w. p.n.e.)
Około 1200 p.n.e. zaczęli napływać tutaj Filistyni, którzy zajęli nadmorskie miasta kanaanejskie (Gaza, Ekron, Aszdod, Aszkelon i Gat). Filistyni zdołali także przejściowo osiedlić się w części Egiptu, jednak faraon Ramzes III wypędził ich. Nie był on jednak w stanie wyprzeć ich z pasa nadmorskiego Kanaanu. Według Biblii największym tutejszym miastem była Gaza, która była miastem kananejskim, w sensie politycznym zależnym od Egiptu. Miasto było wówczas dobrze prosperującym portem morskim i stolicą pięciu satrapii filistyńskich (Gaza, Ekron, Aszdod, Aszkelon i Gat). Stary Testament wspomina historię izraelskiego sędziego Samsona, który został wzięty do niewoli przez Filistynów i przyprowadzony do Gazy. Poniósł on śmierć burząc świątynię filistyńskiego boga Dagona. Przez długie lata pentapolis filistyńska cieszyło się względną niezależnością, płacąc jednak daniny potężniejszym sąsiadom.

#### VIII–IV w. p.n.e.
W 734 p.n.e. Gaza została lennikiem neoasyryjskim. W 609 p.n.e. egipski faraon Necho II przejściowo odzyskał kontrolę nad Gazą, bo już w 605–601 p.n.e. Gaza została zdobyta przez Neobabilończyków. Za panowania króla Cyrusa Wielkiego Gaza ofiarowała 20–30 ton kadzidła aby utrzymać status sojusznika perskiego, za co została zwolniona z obowiązku płacenia corocznego hołdu lennego. W tym okresie nastąpił szybki rozwój obszaru Gazy. Grecki historyk Herodot przedstawił Gazę jako duże miasto portowe, otoczone murami obronnymi. Rozwojowi miasta sprzyjało korzystne położenie na skrzyżowaniu szlaków karawan handlowych. Około 520 p.n.e. na terenie Gazy powstały greckie faktorie. Głównymi towarami handlu były: kadzidło, lecznicza mira, grecka porcelana i bite monety (z 380 p.n.e. pochodzą odnalezione monety bite na wzór ateńskich).

#### Okresy hellenistyczny i machabejski (IV–I w. p.n.e.)
W 332 p.n.e. macedoński król Aleksander Wielki po zdobyciu Gazy dokonał masakry ludności, a ocalałe kobiety i dzieci uczynił niewolnikami. Miasto stało się kolonią grecką zamieszkaną w większości przez Beduinów. Po śmierci Aleksandra Wielkiego, w wyniku wojen diadochów rejon Gazy znalazł się pod panowaniem dynastii Ptolemeuszy, którzy kontrolowali Egipt i Judeę. Dążąc do podbicia terenów dzisiejszej Syrii i Libanu, Ptolemeusz stoczył w 321 p.n.e. bitwę pod Gazą, w której pokonał Seleucydów (w bitwie wzięły udział słonie bojowe). W wyniku serii kolejnych wojen, w 198 p.n.e. Gaza przeszła w ręce Seleucydów. W państwie Seleucydów znajdowały się ważniejsze kraje Bliskiego i Środkowego Wschodu: Syria, Mezopotamia, Persja oraz dolina Indusu.

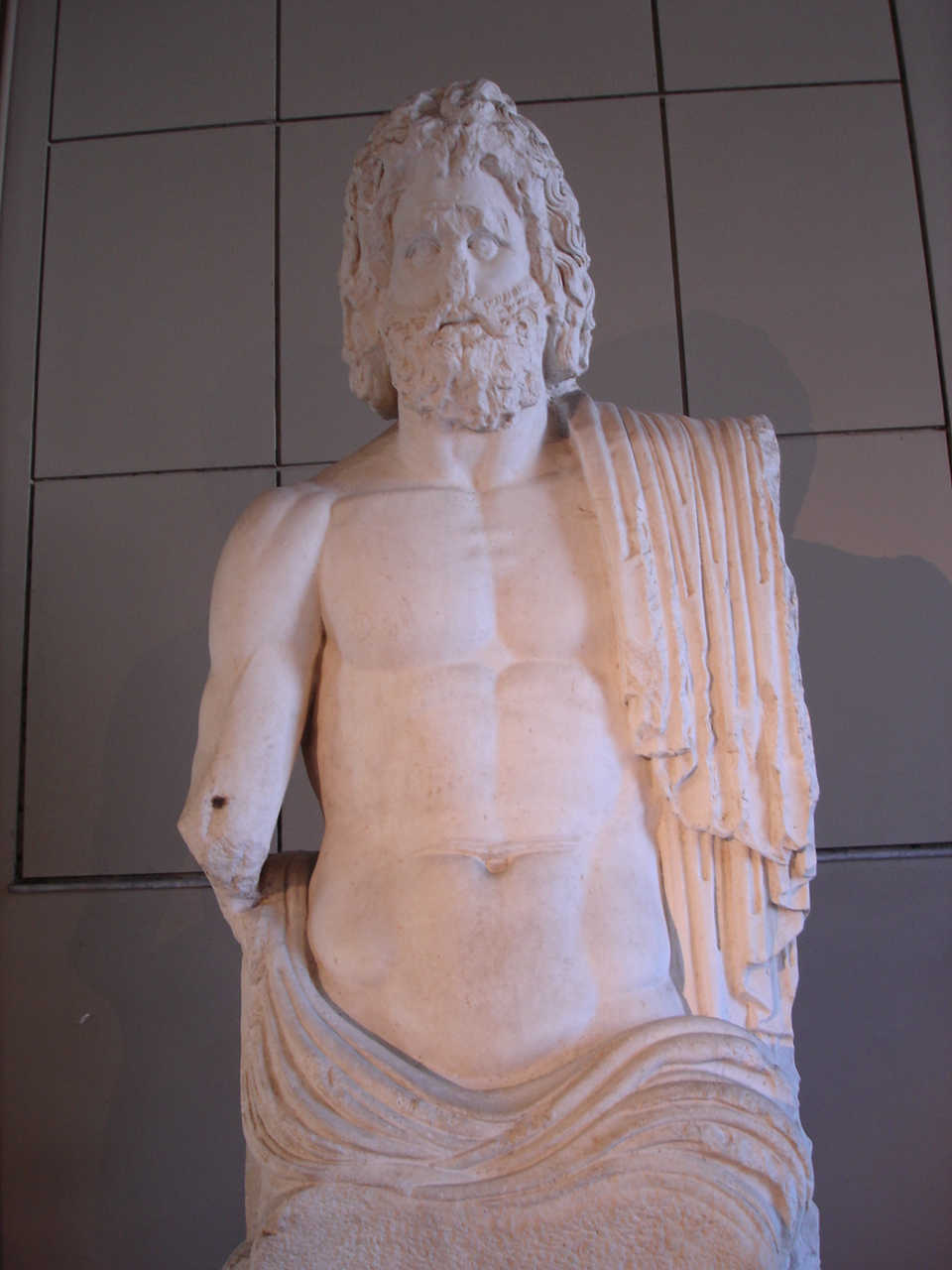
Posąg Zeusa z Gazy

Rządy Seleucydów doprowadziły do wybuchu w 167 p.n.e. żydowskiego powstania Machabeuszy, które doprowadziło do powstania państwa Machabeuszy. Dobrze rozwijający się obszar Gazy znalazł się strefie interesów Machabeuszy. Jonatan Machabeusz w swojej kampanii 145–143 p.n.e. zdobył i zniszczył miasta Gaza i Anthedone. Aleksander Jannaj przez rok oblegał Gazę w 102 p.n.e. Gdy w końcu mieszkańcy poddali się, Aleksander zniszczył Gazę, Anthedone i Raphia. W owym czasie Żydzi pogrążyli się w wojnie domowej pomiędzy stronnictwami Saduceuszów a Faryzeuszów, co w 63 p.n.e. wykorzystali Rzymianie i zajęli Judeę.

#### Okres rzymski i wschodniorzymski (I w. p.n.e. – VII w. n.e.)
Obszar Gazy wszedł w skład prowincji syryjskiej. W 57 p.n.e. rzymski prokonsul Gabiniusz odbudował Gazę, która stała się ważnym ośrodkiem kulturalnym i religijnym (świątynia Marneion). W 35 p.n.e. cesarz Oktawian August oddał miasto z okolicznymi ziemiami w ręce króla Judei Heroda Wielkiego. Pod jego rządami znacznie wzrosła liczebność Żydów w rejonie Gazy, jednak samo miasto pozostało pogańskie. Tutejsze świątynie były poświęcone wielu różnym bogom: Marnasowi (tzn. kreteńskiemu Zeusowi), Słońcu, Afrodycie, Apollowi, Hestii, Hekate i innym. Przy świątyniach odprawiano obrzędy religijne. Gdy w 66 roku n.e. wybuchła wojna żydowska (66–73) przeciwko Cesarstwu rzymskiemu, Żydzi mszcząc się za masakrę w Cezarei, zniszczyli Gazę, Anthedone, jak i ich okoliczne wioski. W 130 rzymski cesarz Hadrian odwiedził odbudowaną Gazę. Po stłumieniu kolejnego żydowskiego powstania Bar-Kochby, Rzymianie w 135 zmienili nazwę kraju z Judea na Syria Palestina (Syria palestyńska, czyli filistyńska – od nazwy tutejszych ziem Philistia”). Gdy w 395 roku cesarz Teodozjusz umierając podzielił Imperium Rzymskie na Cesarstwo Zachodniorzymskie i Cesarstwo Wschodniorzymskie (czyli Bizancjum), Palestyna z rejonem Gazy znalazły się pod kontrolą Bizancjum. W 401 cesarz Arkadiusz zakazał w Gazie kultu pogańskiego. Doszło wówczas do prześladowania pogan i niszczenia ich mienia i kultury. Zamieszki w mieście – w którym istniało osiem świątyń pogańskich, a gmina chrześcijańska liczyła jedynie około 200 osób – trwały dziesięć dni. Na miejscu zburzonej świątyni rzymskiej arcybiskup Gazy św. Porfiriusz zbudował kościół na planie krzyża (bazylika Eudokii). W okolicach miasta żył na przełomie III i IV wieku św. Hilarion, którego życie opisał św. Hieronim. Mnich ten przeszczepił na ziemię palestyńską życie eremickie, będąc wcześniej uczniem św. Antoniego Wielkiego.
Gdy w 496 król Aksum podarował cesarzowi Anastazemu I żyrafę, trafiła ona najpierw do portu w Gazie. Wydarzenie to wywarło duży wpływ na artystów Gazy, m.in. twórców mozaik. W 536 biskup Marcjan zainaugurował kościół pod wezwaniem św. Sergiusza, a w 540 miało miejsce apogeum chrześcijańskiej obecności w Gazie. Z miasta wyruszyły wówczas pielgrzymki w kierunku Synaju. W 615 Gaza przeżyła inwazję wojsk perskich Chosroesa II Parwiza, z dynastii Sasanidów.

### Średniowiecze

#### Okres wczesnoislamski (VII–XI w.)
W 634 rejon Gazy zajęli muzułmanie, a około 637 zostało zdobyte miasto, jednak nie ma przekazów o walkach o samo miasto. Ogromna większość mieszkańców tych okolic przeszła wówczas na islam. Ci, którzy pozostali chrześcijanami, mieli pozwolenie na wyznawanie swojej wiary. W 661 obszar Gazy wszedł w skład kalifatu Ummajjadów. W 750 nastąpił koniec dominacji Umajjadów i początek epoki Abbasydów. Gaza była wówczas ważnym ośrodkiem handlu i rzemiosła, a jednocześnie centrum kultury muzułmańsko-chrześcijańskiej z tolerancyjnym prawem islamskim. Dla muzułmanów miasto Gaza miało szczególne znaczenie, ponieważ było miejscem pochówku Haszima, dziadka Mahometa. Z tego powodu miasto zostało odbudowane, a architektura chrześcijańska wymieszała się z architekturą islamską. Wybudowano górujący nad miastem meczet Umar Ibn Al-Khattab. Urodził się tutaj islamski teolog Muhammad al-Shafi (767–820), który założył sunnicką szkołę prawa muzułmańskiego Szafi. Dominującym językiem stał się arabski, chociaż greka i aramejski nadal pozostawały w powszechnym użyciu. W latach 780–800 doszło do licznych napadów Beduinów od strony pustyni. W 978 Gaza weszła do kalifatu Fatymidów, a w latach 1079–1099 była pod panowaniem Wielkich Seldżuków. Fanatyczne postępowanie Seldżuków i ograniczanie chrześcijanom prawa dostępu do miejsc świętych w Ziemi Świętej, doprowadziły do zorganizowania w 1096 I wyprawy krzyżowej.

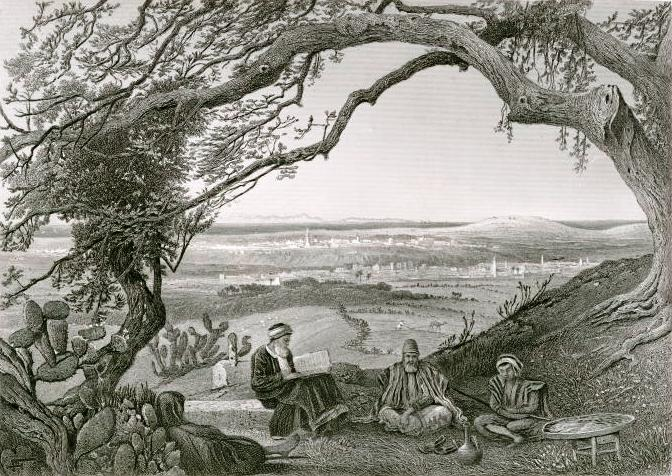
Muzułmanie studiujący Koran. W tle widoczne miasto Gaza

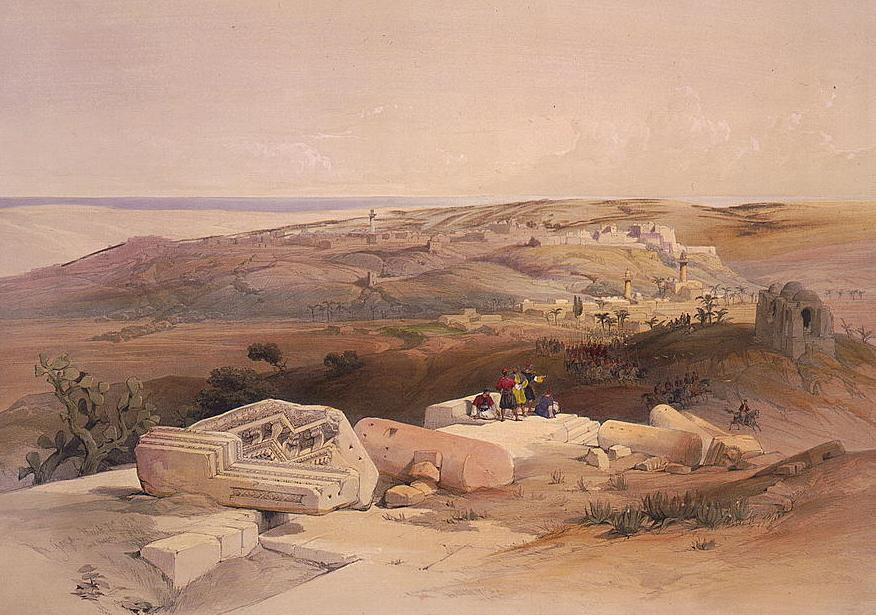
Panorama Gazy, 1839

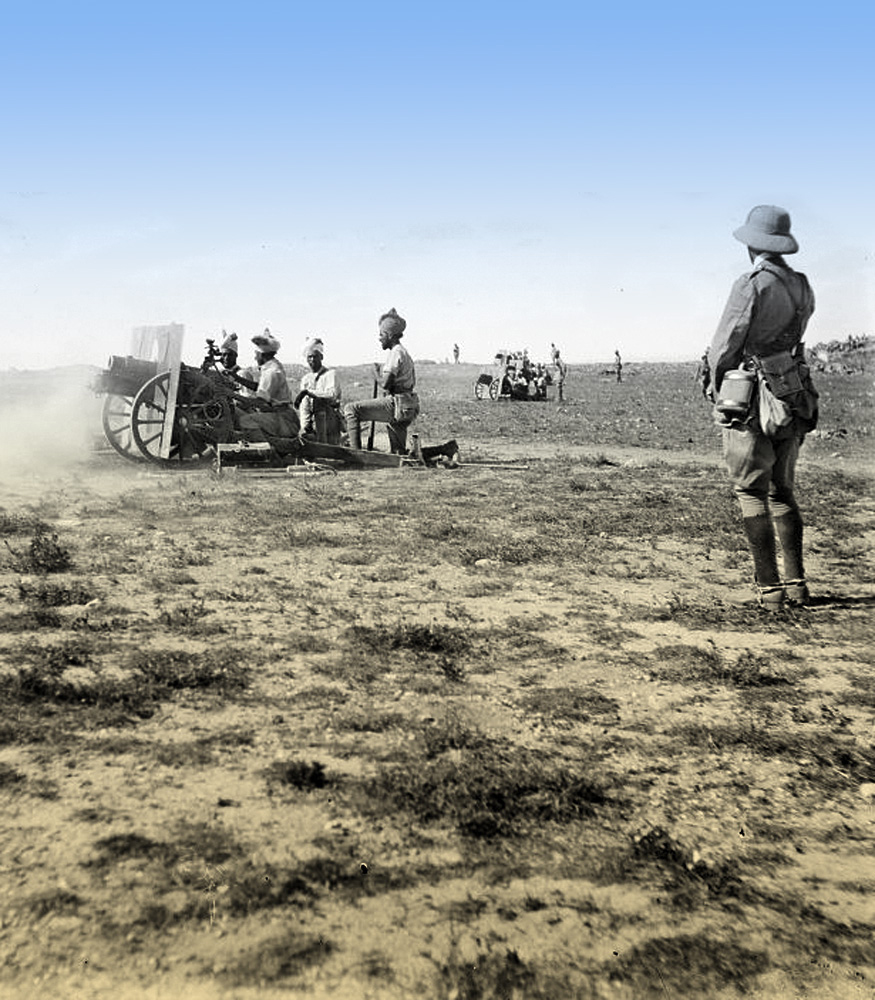
Brytyjskie wojska podczas bitwy o Gazę, 1917

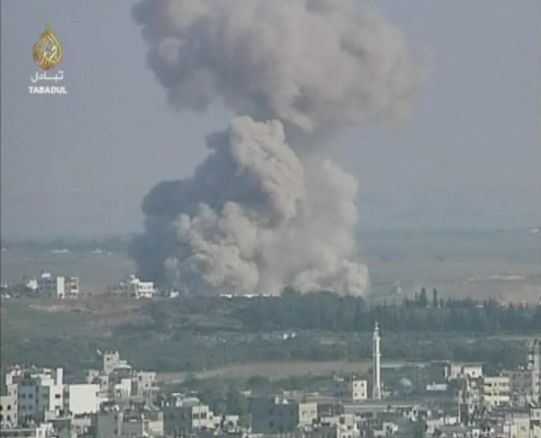
Bombardowanie Gazy podczas operacji „Płynny Ołów”, 17 stycznia 2009

#### Wojny krzyżowe (1100–1250)
W 1100 krzyżowcy zajęli rejon Gazy, który włączyli w granice Królestwa Jerozolimskiego. W 1149 król Baldwin III ufortyfikował Gazę i oddał ją w ręce templariuszy. Nastąpił wówczas rozwój miasta dolnego, pełniącego rolę służebną wobec fortecy, która była wykorzystywana do atakowania pobliskiego arabskiego miasta Aszkelon. W 1178 wojska muzułmańskie Saladyna zdobyły miasto Gazę. W następnych latach sułtan Saladyn kontynuował swoje podboje i w 1187 zajął Jerozolimę, doprowadzając do upadku Królestwa Jerozolimskiego. Siły angielskie i francuskie (III wyprawa krzyżowa) odzyskały część ziem, w tym Gazę, którą zajął w 1191 król Ryszard I Lwie Serce. Odbudowano wówczas fortyfikacje Gazy, jednak już w 1193 musiano je rozebrać w wyniku zawartych porozumień Traktatu Jafy. Krzyżowcy przebudowali wielki meczet w Gazie na Katedrę św. Jana Chrzciciela (obecnie meczet Omara). W 1250 obszar Gazy znów powrócił pod panowanie muzułmanów.

#### Poł. XIII – pocz. XVI w.
W 1260 Gaza została całkowicie zniszczona przez najazd mongolski Hulagu-chana. W 1277 rozpoczął się okres bujnego rozwoju rejonu Gazy pod panowaniem mameluków z Damaszku. Był on przerwany w 1294 przez trzęsienie ziemi, które spustoszyło Gazę. W 1340 odbudowano Wielki Meczet. Arabski podróżnik Ibn Batutta odwiedził Gazę w 1355 i opisał ją jako „miasto duże i ludne, posiadające wiele meczetów. Nie było jednak żadnych murów wokół niego. Był tam stary wspaniały meczet”.

### Nowożytność – okres osmański (1516–1918)
W 1516 obszar Gazy został przyłączony do Imperium Osmańskiego. Gaza była wówczas już małą miejscowością, z nieczynnym portem, zniszczonymi budynkami i podupadłą gospodarką. Wojska tureckie szybko zdławiły mały opór i Region Gazy (tur. Sanjak Gazy) wszedł w skład prowincji Syrii. W 1660 Gaza została uznana stolicą Palestyny, co dało początek okresu świetności miasta. Odnowiono stary meczet i wybudowano kilkanaście nowych meczetów. Pojawiły się łaźnie i targowiska tureckie. W 1799 przez obszar Gazy przeszły wojska francuskie dowodzone przez Napoleona Bonaparte. Jednak obecność Francuzów była tak krótka, że nie wywarła większego śladu na tutejszą kulturę. Po kilku miesiącach Gaza wróciła pod panowanie tureckie. Na początku XIX wieku obszar Gazy został zdominowany kulturowo przez Egipt. W 1832 Muhammad Ali (Pasza) dążąc do stworzenia egipskiego imperium podbił Gazę z większą częścią Palestyny. Od tego czasu mieszkańcy tych ziem korzystali czerpiąc zyski z handlu karawan wędrujących między Syrią a Egiptem. W 1840 w pobliżu Gazy doszło do bitwy wojsk tureckich z egipskimi, która położyła kres egipskiemu panowaniu nad Palestyną.
XX wiek rozpoczął się od dwóch niszczycielskich trzęsień ziemi w 1903 i 1914. Podczas I wojny światowej w 1917 obszar Gazy stał się polem ciężkich walk pomiędzy wojskami tureckimi a brytyjskimi (kampania synajska i palestyńska). 26 marca 1917 doszło do I bitwy o Gazę, podczas której brytyjski atak poniósł klęskę głównie z powodu braku komunikacji pomiędzy nacierającymi oddziałami. Do II bitwy o Gazę doszło 17 kwietnia 1917. Ten atak został poprzedzony artyleryjskim ostrzałem (z użyciem broni gazowej), a w walkach użyto kilku czołgów. Pomimo to, Brytyjczycy ponieśli ciężkie straty i nie zdołali przełamać tureckich pozycji w Gazie. Po wzmocnieniu oddziałów, wojska brytyjskie przeprowadziły trzecią ofensywę, podczas której doszło do III bitwy o Gazę (31 października-7 listopada 1917). Ostatecznie brytyjski generał Edmund Allenby wkroczył jako zwycięzca do Gazy, a następnie 9 grudnia 1917 do Jerozolimy.

### Historia najnowsza (od 1918)
Po zakończeniu I wojny światowej, decyzją Ligi Narodów obszar Gazy wraz z Palestyną przypadł Wielkiej Brytanii, która utworzyła na tym obszarze Mandat Palestyny. Oficjalne nadanie pełnomocnictw mandatowych nastąpiło 1 lipca 1920.
Przyjęta 29 listopada 1947 Rezolucja Zgromadzenia Ogólnego ONZ nr 181 dzieliła Palestynę na dwa państwa: żydowskie i arabskie. W myśl tego planu obszar Gazy miał znajdować się w nowo utworzonym państwie arabskim. Po proklamacji niepodległości Izraela 14 maja 1948 rozpoczęła się I wojna izraelsko-arabska. W trakcie walk obszar Gazy został zajęty przez wojska egipskie. Podczas rozmów o warunkach ogłoszenia zawieszenia broni, które były prowadzone na wyspie Rodos, Izrael żądał całkowitego wycofania się Egipcjan z obszaru dawnej Palestyny. Po trudnych rozmowach porozumienie o rozejmie izraelsko-egipskim podpisano 24 lutego 1949. Na jego mocy wojska egipskie pozostały w obszarze Gazy, który od tej pory był nazywany Strefą Gazy. Pod koniec wojny, 22 września 1948 Liga Arabska ogłosiła powstanie w mieście Gaza rządu palestyńskiego (arab. حكومة عموم فلسطين, hukumat 'umum Filastin). Ogłosił on 1 października 1948 powstanie niepodległego państwa palestyńskiego. Na czele rządu stanął premier Ahmed Hilmi Abd al-Baqi, ministrem spraw zagranicznych został Jamal al-Husayni. Rząd uznał flagę palestyńską. Utworzenie tego rządu zostało zaplanowane przez Ligę Arabską jako próba ograniczenia wpływów Transjordanii na palestyńskich ziemiach. Okazało się jednak, że rząd nie został uznany przez Transjordanię i żadne nie-arabskie państwo. Uznały go jedynie: Egipt, Syria, Liban, Irak, Arabia Saudyjska i Jemen. W rzeczywistości palestyński rząd w Gazie znajdował się pod całkowitą kontrolą Egiptu i wywierał niewielki wpływ na sytuację Palestyńczyków w Strefie Gazy. Został on później przeniesiony z Gazy do Kairu. Rząd wydawał palestyńskie paszporty, które zostały unieważnione w 1959 przez prezydenta Gamal Abdel Nasera. Egipt nigdy formalnie nie anektował Strefy Gazy, ale traktował ją jak terytorium okupowane i zarządzał przez wojskowego gubernatora. Egipska okupacja miała czteromiesięczną przerwę podczas kryzysu sueskiego w 1956. Podczas tej operacji, izraelscy żołnierze okrążyli siły egipskie w rejonie miast Gaza i Rafah. Izraelskie siły wyłapywały fedajnów, których prawdopodobnie rozstrzelano w dwóch masakrach. Liczbę zabitych ocenia się na 66 fedajnów, chociaż dyplomacja Stanów Zjednoczonych wskazywała, że z 500 fedajnów wziętych do niewoli zabito „około 30”. Strefa Gazy znalazła się pod izraelską okupacją w wyniku wojny sześciodniowej w 1967 r.
W wyniku zawartego 13 września 1993 Porozumienia z Oslo nastąpiło utworzenie w Strefie Gazy Autonomii Palestyńskiej. Jasir Arafat wybrał Gazę jako swoją pierwszą stolicę. W marcu 1996 w Gazie odbyła się inauguracyjna sesja Palestyńskiej Rady Narodowej. Palestyńska populacja w Strefie Gazy cierpiała z powodu złego zarządzania i wysokiej korupcji. Większość inwestycji budowlanych i przemysłowych w Strefie było uzależnionych od wysokich łapówek, których wymagała administracja oraz palestyńskie siły bezpieczeństwa. Powodowało to wzrost niezadowolenia społecznego. Gdy we wrześniu 2000 wybuchło palestyńskie powstanie Intifada Al-Aksa, zbrojne organizacje Hamas i Islamski Dżihad przeprowadziły ze Strefy Gazy wiele ataków terrorystycznych na Izrael. Był to także początek ostrzału rakietowego i moźdżieżowego żydowskich osiedli oraz terenów przygranicznych ze Strefą. 25 stycznia 2006 odbyły się palestyńskie wybory parlamentarne, które niespodziewanie wygrał Hamas. Izrael i społeczność międzynarodowa (Stany Zjednoczone i Unia Europejska) odmówiły jednak uznania prawa Hamasu do sprawowania rządów w Autonomii Palestyńskiej. Hamas jest powszechnie spostrzegany jako organizacja terrorystyczna, która odmawia uznania prawa do istnienia państwa Izrael. Z tego powodu przerwano bezpośrednią pomoc dla palestyńskiego rządu i skierowano ją do niezależnych organizacji humanitarnych. Wywołało to zamieszanie polityczne i gospodarczą zapaść, zmuszając wielu Palestyńczyków do emigracji zarobkowej.
W styczniu 2007 w Strefie Gazy wybuchły gwałtowne walki pomiędzy zbrojnymi frakcjami Hamasu a al-Fatah. Skala walk przyjęła rozmiary palestyńskiej wojny domowej. Ostatecznie Hamas pokonał siły Al-Fatah i przejął kontrolę nad Strefą Gazy. Przywódcy polityczny Hamasu ogłosili się legalnym rządem Autonomii Palestyńskiej. Palestyński prezydent Mahmud Abbas zareagował ogłoszeniem stanu wyjątkowego, rozwiązał rząd jedności narodowej i sformował nowy rząd, bez udziału Hamasu. Nowy rząd został uznany przez społeczność międzynarodową (w tym przez Egipt, Jordanię i Arabię Saudyjską). Egipt przeniósł swoją ambasadę z Gazy na Zachodni Brzeg. Od tamtej pory rząd Hamasu w Strefie Gazy pozostaje w całkowitej izolacji międzynarodowej, dyplomatycznej i gospodarczej. Nowy palestyński rząd premiera Salam Fajjada podjął próbę pojednania z Hamasem, pod warunkiem zwrócenia Autonomii Palestyńskiej kontroli nad Strefą Gazy.

### Nazwa
Według izraelskiego geografa Zev Vilnaja, nazwa miasta pochodzi od arabskiego słowa gazza wywodzącego się z pierwotnego kananejskiego słowa ʿzz (pol. „mocne”). Drogę stopniowej ewolucji, słowo to przybrało swoje obecne znaczenie „silny” lub „mocny”.

## Symbole
Herb Gazy stanowi czerwono-zieloną tarczę, na którym widnieje wizerunek czarnego feniksa, ze wzniesionymi do góry skrzydłami. Reprezentuje on ciągłe odradzanie się miasta na przestrzeni pięciu tysięcy lat.

## Architektura
Centrum miasta stanowi Stare Miasto, które można podzielić na Dzielnicę Daraj (nazywana także Dzielnicą Muzułmańską) i Dzielnicę Zajtoun (nazywaną także Dzielnicą Chrześcijańską). Na Starym Mieście znajduje się większość zabytkowych budynków miasta. Wiele z nich zostało wybudowanych w arabskim stylu architektury ablaq, który charakteryzuje się białymi i czerwonymi murami domów.

### Układ urbanistyczny
Gaza, poza Starym Miastem, posiada jedenaście dzielnic. Pierwsze poszerzenie miasta miało miejsce w XIII wieku, kiedy to na wzgórzu położonym na wschód od Starego Miasta wybudowano dzielnicę Szuja’ijja. W latach 1930–1940 na wydmach na zachód od centrum miasta powstała dzielnica Rimal, a wzdłuż południowych i południowo-zachodnich granic Starego Miasta powstała dzielnica Zeitoun. Równocześnie dzielnica Szuja’ijja rozszerzyła się na wschód, tworząc nowe dzielnice al-Judeide i al-Turukman. Obszar położony pomiędzy Rimal a Starym Miastem zajęły dzielnice al-Sabra i al-Daraj. Na początku 1950, na północy powstała dzielnica al-Nasser, nazwana na cześć egipskiego prezydenta Nassera. Na północnym wschodzie znajduje się dzielnica Tuffah, która dzieli się na dwie części: wschodnią i zachodnią. W odległości 3 km na północ od Starego Miasta jest dzielnica Szeik Radwan, której nazwa pochodzi od grobowca szejka Radwana. Miasto wchłonęło również nadmorską wieś al-Szati. W granicach miasta znajduje się także obóz uchodźców al-Szati, jest on jednak poza jurysdykcją miejską. Po 1990 na południowym skraju dzielnicy Rimal powstała najbardziej zamożna Tel al-Hawa, a na południowej krawędzi miasta powstała dzielnica Szeik Ijlin.

### Zabytki

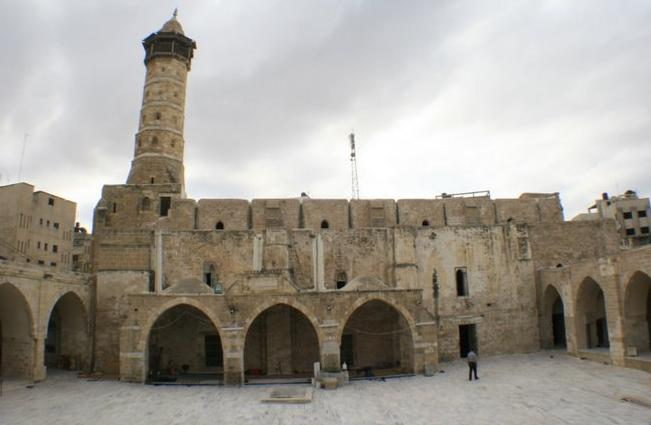
Wielki Meczet w Gazie

Większość zabytków Gazy znajduje się na Starym Mieście. Ma ono siedem historycznych bram: Bab Asqalan (Brama Aszkelonu), Bab al-Darum (Brama Deir al-Balah), Bab al-Bahr (Brama Morska), Bab Marnas (Brama Marnas), Bab al-Baladiyah (Brama Miejska), Bab al-Khalil (Brama Hebronu) i Bab al-Muntar (Brama Tell al-Muntar). Do najważniejszych zabytków należą:
- Wielki Meczet Dżiamija al-Kabira, wcześniejszy kościół z XII w.
- Kościół grecki z grobem św. Porfiriusza arcybiskupa
- Meczet Haszim
- Sanktuarium Abu al-Azm (arab. ojciec fortecy) z przypuszczalnym grobem Samsona
- Ruiny Maiumas, bizantyńskiego portu w odległości 4 km od miasta
- Tell el-Ajjul, które Flinders Petrie uważał za pozostałości starożytnej Gazy. W czasie wykopalisk w 1931 zostały znalezione różnowarstwowe pozostałości ufortyfikowanego miasta. Otoczone murami w późnej epoce brązu, czasy świetności przeżywało w okresie hyksos[32].

## Gospodarka
Gospodarka Gazy rozwija się głównie dzięki zagranicznej pomocy humanitarnej. Tutejszy przemysł jest bardzo słabo rozwinięty i obejmuje kilka niewielkich zakładów produkujących tworzywa sztuczne, materiały budowlane, tekstylia, meble, ceramikę, kafelki oraz dywany. Liczne warsztaty rzemieślnicze produkują wyroby z wikliny i odzież, następnie sprzedawane na bazarach ulicznych. W lokalnej gospodarce ważną rolę odgrywa rolnictwo. Na okolicznych polach uprawia się owoce cytrusowe, truskawki, daktyle, oliwki, kwiaty i warzywa. W obrębie miasta rozwija się przemysł przetwórstwa artykułów żywnościowych. Niestety, wysoki poziom zanieczyszczenia oraz niedostatek wody, zmniejszają zdolności produkcyjne tutejszego rolnictwa.
Dużą grupa mieszkańców znajduje zatrudnienie w urzędach administracji państwowej i w służbach bezpieczeństwa. Dodatkowe miejsca zatrudnienia tworzą międzynarodowe organizacje humanitarne, w tym agenda UNRWA. Większość mieszkańców miasta jest uzależniona od pomocy żywnościowej dostarczanej przez UNRWA.
Przed 2005 wielu mieszkańców Gazy znajdowało zatrudnienie w izraelskich strefach przemysłowych, jednak po wycofaniu się Izraelczyków ze Strefy Gazy to źródło zatrudnienia skończyło się. Według danych z 2009 bezrobocie w Gazie wynosiło prawie 50%. Większość prywatnych przedsiębiorstw zbankrutowała albo zawiesiła swoją działalność. Warunki ekonomiczne w Gazie od dłuższego czasu znajdują się w stanie całkowitej stagnacji, bez perspektyw rozwoju w najbliższym czasie.

## Infrastruktura
Zgodnie z danymi palestyńskiego Centralnego Biura Statystycznego pochodzącymi z 1997 roku, 98,1% mieszkańców Gazy było podłączonych do publicznej sieci wodociągowej, 87,6% było podłączonych do kanalizacji publicznej, a 11,8% korzystała z szamb. Blokada Strefy Gazy utrudniła dostęp do wody i kanalizacji. Działania wojenne spowodowały uszkodzenie i wyłączenie sześciu głównych studni wody pitnej, w wyniku czego około 50% mieszkańców miasta nie ma regularnego dostępu do wody. Aby uzupełnić braki wody, władze miejskie są zmuszone pompować wodę ze „słonych studni”, jednak działania te są utrudnione przez brak energii elektrycznej. Brak wystarczającej mocy oczyszczalni ścieków powoduje, że prawie 75% ścieków pozostaje nieoczyszczona. Do Morza Śródziemnego każdego dnia odprowadzanych jest 20 mln litrów nieoczyszczonych i 40 mln litrów częściowo oczyszczonych ścieków. Władze miejskie twierdzą, że gromadzące się na ulicach śmieci oraz przepełniona kanalizacja stwarza ryzyko wystąpienia chorób i epidemii.
Największym szpitalem w Gazie jest założony w 1940 szpital al-Szifa. Haidar Abdel Shafi założył w 1950 klinikę medyczną Bandar Gaza, która zapewnia ograniczoną opiekę zdrowotną. Chrześcijańskie towarzystwa misyjne prowadzą od 1907 szpital Southern Baptist Hospital. Międzynarodowy Ruch Czerwonego Krzyża i Czerwonego Półksiężyca zarządza drugim pod względem wielkości szpitalem w mieście, szpitalem Al-Quds. Wszystkie szpitale cierpią na niedobór energii elektrycznej.

## Polityka
| Burmistrz          | Lata sprawowania urzędu |
| ------------------ | ----------------------- |
| Said al-Shawa      | 1906–1916               |
| Mahmoud Abu Khadra | 1918–1924               |
| Omar Sourani       | 1924–1928               |
| Fahmi al-Husseini  | 1928–1939               |
| Ruszdi al-Szawa    | 1939–1952               |
| Omar Suwan         | 1952–1955               |
| Munir al-Rajjes    | 1955–1965               |
| Radżeb al-Alami    | 1965                    |
| Raszad al-Szawa    | 1971–1982               |
| Hamza al-Turkmani  | 1982–1994               |
| Aoun al-Szawa      | 1994–2001               |
| Nasri Khajal       | 2001–2005               |
| Majed Abu Ramadan  | 2005–2008               |
| Rafiq Makki        | 2008–2014               |
| Nizar Hijazi       | 2014–2019               |
| Yahya Al-Sarraj    | 2019-obecnie            |

Pierwsza rada miejska Gazy powstała w 1893, pod przywództwem Ali Khalil Szawa. Jednak nowoczesne władze miejskie powstały dopiero w 1906, kiedy to władze tureckie mianowały Saida al-Szawę burmistrzem Gazy. W dniu 24 lipca 2004 w Gazie powstała pierwsza samodzielna palestyńska rada miejska podległa władzom Autonomii Palestyńskiej. Obecnie burmistrzem miasta jest Yahya Al-Sarraj.
Obecnie miasto Gaza jest siedzibą Rady Legislacyjnej Autonomii Palestyńskiej oraz większości urzędów palestyńskich.

## Kultura
W 1988 w dzielnicy Rimal ukończono budowę Centrum Kultury Raszad Szawa (ang. The Rashad Shawa Cultural Center), nazwanego na cześć byłego burmistrza miasta Raszad al-Szawa. Ten dwupiętrowy budynek mieści w sobie sale wystawowe, koncertowe i bibliotekę. Symbolem francuskiego partnerstwa z Gazą jest Francuskie Centrum Kultury, do którego są zapraszani w miarę możliwości francuscy artyści. Są tutaj organizowane liczne wystawy, koncerty, seanse filmowe i inne działania kulturalno-artystyczne. W 1998 utworzono centrum kultury dla dzieci Sztuka i Rękodzieło Wiejskie (ang. The Arts and Crafts Village), które promuje różnorodne rodzaje aktywności artystycznej.
W 2004 dzięki pomocy finansowej i sprzętowej Norwegii uruchomiono kino (ang. The Gaza Theater). W 2008 otworzono Muzeum Archeologiczne Gazy, ufundowane przez Jawdat N. Khoudary. Z powodu braku pomieszczeń ekspozycyjnych, tylko część zbiorów jest udostępniona zwiedzającym.

## Edukacja i nauka

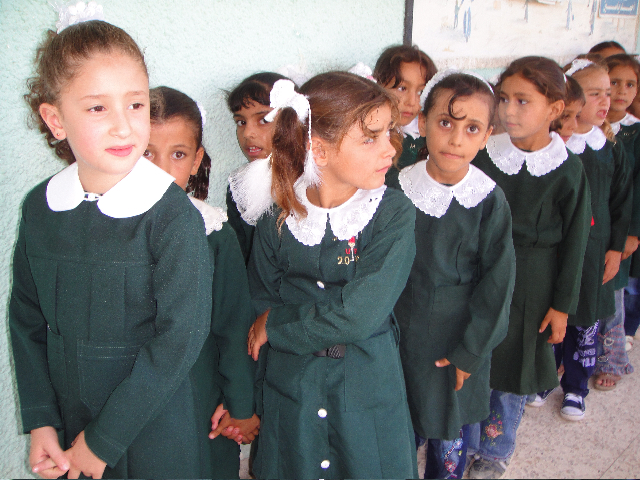
Uczennice w Gazie

W 2006 w Gazie istniało 210 szkół, z czego 151 było prowadzonych przez palestyńskie Ministerstwo Edukacji, 46 przez agencję UNRWA, a 13 było szkołami prywatnymi. Łącznie uczyło się w nich ponad 154 tys. uczniów. Liczba zatrudnionych nauczycieli wynosiła 5877. W mieście są cztery wyższe uczelnie: Uniwersytet Al-Azhar, Al-Quds Open University, Uniwersytet Al-Aksa i Islamski Uniwersytet Gazy. Islamski Uniwersytet został założony w 1978 przez Ahmeda Jassina i grupę biznesmenów, stając się pierwszą wyższą uczelnią w mieście. W latach 2006–2007 na uniwersytecie uczyło się ponad 20 tys. studentów. Uniwersytet Al-Aksa został założony w 1991. Uniwersytet Al-Azhar jest uczelnią świecką, która została założona w 1992. Natomiast utworzony w 1992 Al-Quds Open University prowadzi szeroko zakrojoną edukację. W mieście znajduje się także duża biblioteka publiczna.
Blokada Strefy Gazy miała bardzo poważny wpływ na gospodarkę i edukację w mieście. Przeprowadzone przez UNRWA we wrześniu 2007 badania wykazały, że prawie 80% uczniów ma trudności w nauce, w szczególności dotyczy to przedmiotu matematyki. W styczniu 2008 część szkół musiała zawiesić okresowo zajęcia z powodu braku energii elektrycznej i niezbędnych pomocy naukowych.

## Turystyka

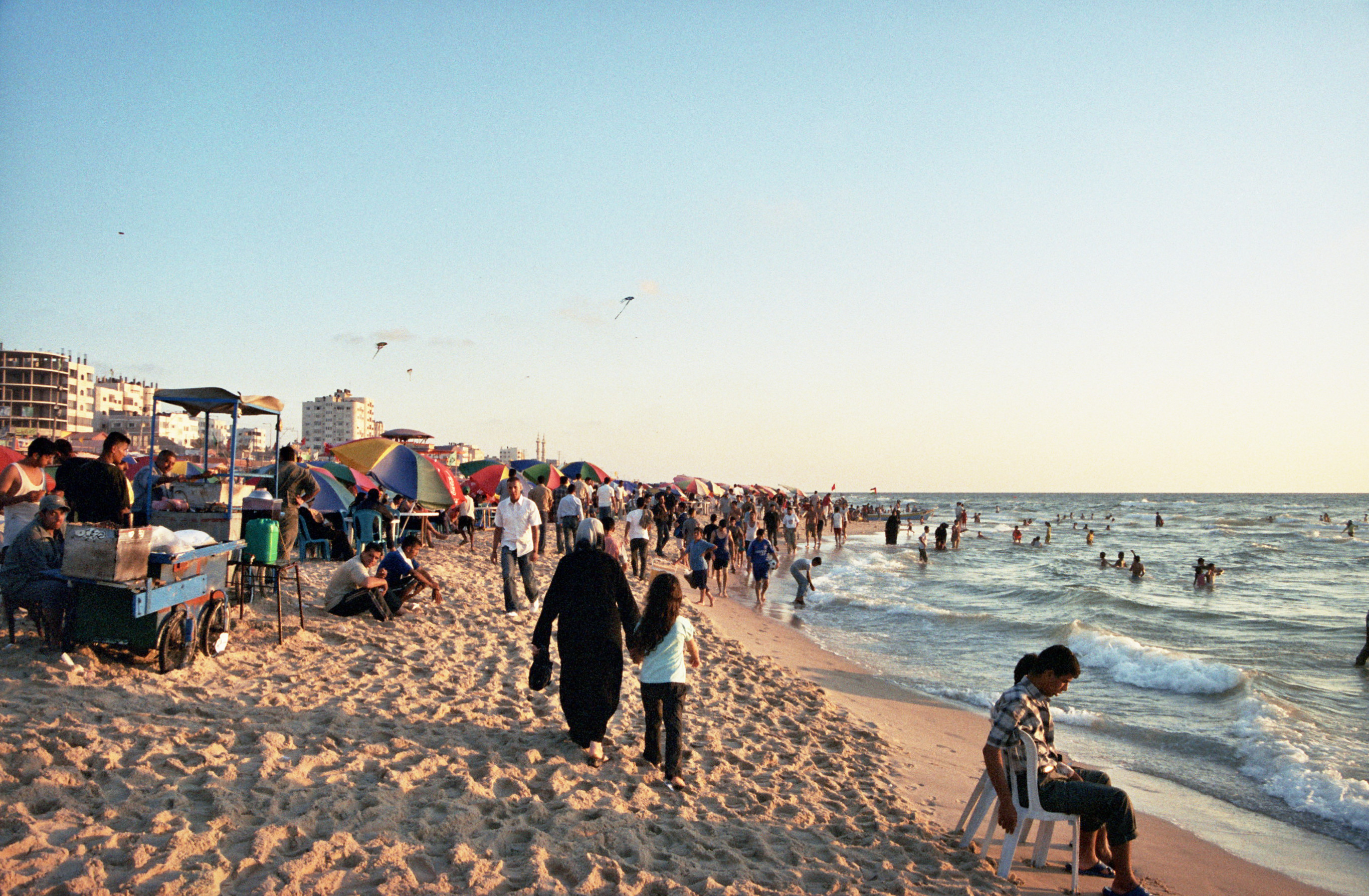
Plaża w Gazie

Ze względów bezpieczeństwa i nałożonej na Strefę Gazy blokadę, atrakcyjność turystyczna miasta jest bardzo mocno ograniczona. Poza tutejszymi zabytkami, na uwagę zasługują plaże. Niestety są one mocno zaniedbane i bardzo często zanieczyszczone. W Gazie jest kilka restauracji, które oferują tradycyjną kuchnię arabską. Na całym Starym Mieście są liczne stragany uliczne.
W maju 2010 w mieście otworzono aquapark, jednak już we wrześniu został spalony przez zamaskowanych mężczyzn. Organizacja Hamas oświadczyła, że park wodny był miejscem demoralizacji, ponieważ mężczyźni i kobiety kąpali się tam razem.

## Religia
Ludność Gazy w przeważającej większości składa się z muzułmanów, z których większość jest zwolennikami sunnizmu. Obok nich istnieje niewielka społeczność chrześcijan, licząca około 3500 osób. Większość z nich należy do cerkwi prawosławnej, a pozostali do Kościoła katolickiego i baptystów. Do 1948 w Gazie istniała społeczność żydowska. Pozostała po nich jedynie starożytna synagoga.

## Sport i rekreacja
W mieście znajduje się palestyński stadion narodowy Palestine Stadium, który może pomieścić 10 tys. osób. Służy on palestyńskiej reprezentacji w piłce nożnej. Poza tym w mieście działa kilka klubów i organizacji sportowych.

### Współpraca międzynarodowa
Gaza ma następujące miasta partnerskie:
- Dunkierka, Francja
- Turyn, Włochy
- Tebriz, Iran
- Tromsø, Norwegia
- Cascais, Portugalia
- Barcelona, Hiszpania
- Cáceres, Hiszpania